# Чрдили
Чрдили (груз. ჩრდილი) — село в Грузии, на территории Харагаульского муниципалитета края (мхаре) Имеретия.

## География
Село находится в западной части Грузии, на левом берегу реки Зварулы (левый приток Чхеримелы), на расстоянии 22 километров к юго-востоку от посёлка городского типа Харагаули, административного центра муниципалитета. Абсолютная высота — 729 метров над уровнем моря.

## Население
По результатам официальной переписи населения 2014 года, в Чрдили проживал 351 человек (184 мужчины и 167 женщин). В национальной структуре населения грузины составляли 100 %.
| Год  | Население, человек |
| ---- | ------------------ |
| 2002 | 534                |
| 2014 | ↘ 351              |